# Hahastary
Hahastary (Ciudad Madero, Tamaulipas; 10 de octubre de 1998) es una luchadora profesional mexicana que desde finales de 2017 lucha regularmente para Lucha Libre AAA Worldwide bajo el nombre de Hades. Bajo el nombre de Hahastary, compitió en la escena independiente mexicana en promociones como MexaWrestling, Lucha Memes y Generación XXI.
Como muchos otros luchadores de estilo libre mexicanos, actúa bajo una máscara, siguiendo las tradiciones de la lucha libre. Su verdadero nombre e identidad no son conocidos por el público.
Hahastary hizo su debut a los trece años en su ciudad natal de Ciudad Madero el 20 de noviembre de 2011. Ha estado entrenando en la lucha libre desde 2010. Su primer entrenador fue Príncipe Orquídea. Posteriormente fue entrenada por los luchadores locales Mensajero de la Muerto, Aborto y Okuzuno. Más adelante en su carrera, fue entrenada por los mucho más famosos Black Terry, Villano y Gran Apache en la Ciudad de México. Al principio, su familia se mostró escéptica sobre su interés y elección de carrera, ya que consideraban la lucha libre como un deporte masculino, pero luego la apoyaron.